# Yannick Riendeau (ur. 1988)
Yannick Riendeau (ur. 18 czerwca 1988 w Brossard, Quebec) – kanadyjski hokeista.

## Kariera
- Coll. Charles-Lemoy. Riverains (2003–2004)
- Rouyn-Noranda Huskies (2004–2008)
- Drummondville Voltigeurs (2007–2009)
- Providence Bruins (2009–2012)
- Reading Royals (2010–2012)
- Stockton Thunder (2012−2013)
- HC Ajoie (2013)
- Dragons de Rouen (2013–2014)
- Jonquière Marquis (2014–2015)
- Brampton Beast (2015)
- Jonquière Marquis (2015)
- Ducs d’Angers (2015-2017)
- Jonquière Marquis (2017–2020)

Od 2004 przez pięć sezonów grał w kanadyjskiej lidze juniorskiej QMJHL w ramach CHL (w sezonie 2008/2009 uzyskał wiele osiągnięć indywidualnych oraz zdobył z drużyną mistrzostwo tej ligi; w drużynie Drummondville Voltigeurs grali z nim wówczas m.in. Dmitrij Kulikow, Samson Mahbod i Patrik Prokop). Następnie od 2009 przez cztery lata występował w amerykańskich ligach AHL i ECHL. W 2013 grał w drugiej lidze szwajcarskiej National League B, a w maju 2013 został zawodnikiem francuskiego klubu w pierwszoligowych rozgrywkach Ligue Magnus. Od października 2014 zawodnik Jonquière Marquis w kanadyjskiej lidze Ligue Nord-Américaine de Hockey (LNAH). Od września 2015 zawodnik Brampton Beast w lidze ECHL. Od końca października 2015 ponownie zawodnik Jonquière Marquis. Od listopada 2015 zawodnik Angers.

## Sukcesy
Klubowe
- Trophée Jean Rougeau: 2008 z Rouyn-Noranda Huskies, 2009 z Drummondville Voltigeurs
- Coupe du Président – mistrzostwo QMJHL: 2009 z Drummondville Voltigeurs
- Półfinał Memorial Cup: 2009 z Drummondville Voltigeurs
- Puchar Francji: 2013 z Dragons de Rouen

Indywidualne
- Sezon QMJHL i CHL 2008/2009:
  - Pierwsze miejsce w klasyfikacji strzelców w sezonie zasadniczym QMJHL: 58 goli
  - Pierwsze miejsce w klasyfikacji asystentów w sezonie zasadniczym QMJHL: 68 asyst
  - Trophée Jean Béliveau – pierwsze miejsce w klasyfikacji kanadyjskiej w sezonie zasadniczym QMJHL: 126 punktów
  - Pierwsze miejsce w klasyfikacji strzelców w fazie play-off QMJHL: 29 goli
  - Drugie miejsce w klasyfikacji asystentów w fazie play-off QMJHL: 68 asyst
  - Pierwsze miejsce w fazie play-off w sezonie zasadniczym QMJHL: 52 punkty
  - Trophée Guy Lafleur – Najbardziej Wartościowy Zawodnik (MVP) w fazie play-off QMJHL
  - Pierwszy skład gwiazd QMJHL
  - Nagroda za pierwsze miejsce w klasyfikacji kanadyjskiej w ligach w ramach rozgrywek CHL: 126 punktów
  - Pierwszy skład gwiazd CHL
  - George Parsons Trophy – nagroda dla najuczciwszego zawodnika turnieju Memorial Cup 2009
  - Pierwsze miejsce w klasyfikacji asystentów turnieju Memorial Cup 2009: 6 asyst
  - Drugie miejsce w fazie play-off w sezonie zasadniczym QMJHL: 8 punktów